# 沃爾瑟姆 (緬因州)
沃爾瑟姆（英語：Waltham）是一個位於美國緬因州漢考克縣的市鎮。

## 人口
根據2020年美國人口普查的數據，沃爾瑟姆的面積為85.18平方千米，當中陸地面積為76.84平方千米，而水域面積為8.34平方千米。當地共有人口332人，而人口密度為每平方千米4人。